# Галичское Евангелие
Га́личское Ева́нгелие — рукописное Евангелие-апракос, написанное в 1357 году, древнейший письменный памятник Галича. Хранится в собрании Государственного исторического музея.

## История рукописи
История Галичского Евангелия до XVIII века неизвестна. Предполагают, что оно находилось в Галиче по крайней мере до второй половины XVI века, о чём свидетельствует запись на его листе о передаче в 1563 году вкладом храму или монастырю Николая Чудотворца сенных угодий неким Рылиевым, однако названные в записи топонимы «стоженце Новенские» в «Боярском лугу», однозначно не отождествляются с Галичской землёй. Затем запись о Галичском Евангелии содержится в описи Московского Печатного двора за 1727 год, но обстоятельства поступления в него рукописи неизвестны. В 1786 году Галичское Евангелие по императорскому указу вместе с другими древними книгами печатного двора было передано в Московскую Синодальную библиотеку.

## Описание рукописи
Рукопись написана пергамене, размер листов варьируется: 28,2-28,5 × 22-22,2 см, состоит из 178 листов. Текст написан уставом в два столбца, работу по написанию Галичского Евангелия выполнили четыре писца, последний указал своё имя — «Фофан» (Феофан). Им на обороте 178 листа сделана запись об окончании написания книги — «в лето 6865… в граде в Галиче при княженьи великого князя Ивана Ивановича».
Авторству писца Феофана приписывают и украшающие Галичское Евангелие миниатюру с изображением четырёх евангелистов и одну заставку. Миниатюра отличается примитивизмом и относится к примерам провинциального иконописания середины XIV века. Заставка выполнена в тератологическом стиле на малахитово-зелёном фоне. Текст украшают инициалы старовизантийского и тератологического стилей, выполненные киноварью.